# Eupompo
Eupompo di Sicione (Sicione, V secolo a.C. – IV secolo a.C.) è stato un pittore greco antico attivo tra la fine del V secolo a.C. e l'inizio del IV secolo a.C.

## Biografia
Le notizie relative a Eupompo di Sicione ci giungono attraverso Plinio (Nat. hist., XXXV, 64; 75). Egli lo dice attivo all'inizio del IV secolo a.C., contemporaneo di Zeusi e Parrasio e maestro di Panfilo di Anfipoli, e lo pone a capo della nuova scuola pittorica, la scuola di Sicione, alla quale si formerà il noto Apelle.
L'influenza di Eupompo nell'ambito degli artisti sicioni è nuovamente evidenziata da Plinio (che nomina in questo caso Duride di Samo come propria fonte) in rapporto alla formazione dello scultore Lisippo (Nat. hist., XXXV, 61): interrogato dal giovane su quale modello seguisse, Eupompo indicò una folla di persone, intendendo che l'artista debba imitare la natura stessa e non un altro artista. Il passo evidenzia l'autonomia del pittore rispetto alle scuole precedenti, ribadisce l'aspetto illusionistico dell'arte greca in questo volgere di tempo e anticipa il diffuso atteggiamento di epoca ellenistica.
L'unica opera di Eupompo di cui Plinio ci tramanda l'esistenza è la rappresentazione di un atleta in contesto ginnico il quale regge la palma del vincitore.